# Dubois' boszanger
Dubois' boszanger (Phylloscopus cebuensis) is een boszanger uit de familie Phylloscopidae. Deze vogelsoort komt alleen voor op de Filipijnen.

## Kenmerken
De bovenkant van Dubois' boszanger is olijfgroen, waarbij de veren van de vleugels en staart iets lichter van kleur zijn dan de rest. De onderkant is wit van kleur met wat geel strepen daardoorheen. Boven de ogen lopen twee gele streepjes. Ook de keel is geelachtig behalve bij de ondersoort op Luzon.
Deze soort wordt inclusief staart zo'n 12 centimeter.

## Ondersoorten
Van Dubois' boszanger, die voorkomt op de eilanden Luzon, Cebu en Negros, zijn drie ondersoorten bekend:
- Phylloscopus cebuensis cebuensis: Cebu and Negros.
- Phylloscopus cebuensis luzonensis: noordelijk en centraal Luzon.
- Phylloscopus cebuensis sorsogoensis: zuidelijk Luzon